# Hal Skelly
Hal Skelly, nascido James Harold Skelley  (Alleghenyville, 31 de maio de 1891 - West Cornwall, 16 de junho de 1934) foi um ator americano da Broadway e de cinema.

## Biografia
James Harold Skelley nasceu em Alleghenyville, Pensilvânia, filho de James e Martha Skelley. Sua família se mudou para Davenport, Iowa, quando ele tinha quatro anos. Ele tinha quatro irmãs e três irmãos. Skelley foi educado na Sacred Heart School em Davenport e na St. Bede Academy no Peru, Illinois. Ele saiu de casa aos 15 anos e ingressou no circo. Ele atuou em sua primeira produção teatral, The Time, the Place and the Girl, no LaSalle Theatre, em Chicago, quando ele tinha 16 anos. Por seu nome profissional, ele reduziu seu nome do meio Harold para Hal e retirou o "e" do final em Skelley.
Skelly tornou-se um veterano de shows de  comédia musical, burlesco, menestréis e ópera de Lew Dockstader. Ele se juntou à companhia de comédia musical A. M. Zinn em San Francisco, onde sua habilidade excêntrica de dançar ganhou o apelido de "Tumbling Harold Skelly". Sempre apaixonado pelo circo, ele passou um ano com Barnum & Bailey. Skelly visitou a China e o Japão com uma trupe de comédia musical, a Raymond Teale Company.  
Fez sua estréia na Broadway em Fiddler's Three (1918) e apareceu em outros dez shows na Broadway. Em 1927, ele desempenhou um papel de protagonista ao lado de Barbara Stanwyck, em seu primeiro sucesso da Broadway, a produção musical Burlesque. A Paramount Pictures convidou os dois a estrelar a versão cinematográfica do programa de 1929, intitulada The Dance of Life, porque os executivos do estúdio julgaram o título original muito arriscado. Stanwyck recusou a oferta, enquanto Skelly aceitou, reprisando seu papel como "Skid Johnson". Ele fez um total de dez filmes, incluindo Woman Trap (1929), Behind the Make-Up (1930) e The Shadow Laughs (1933), e também participou de duas trilhas sonoras.

## Morte

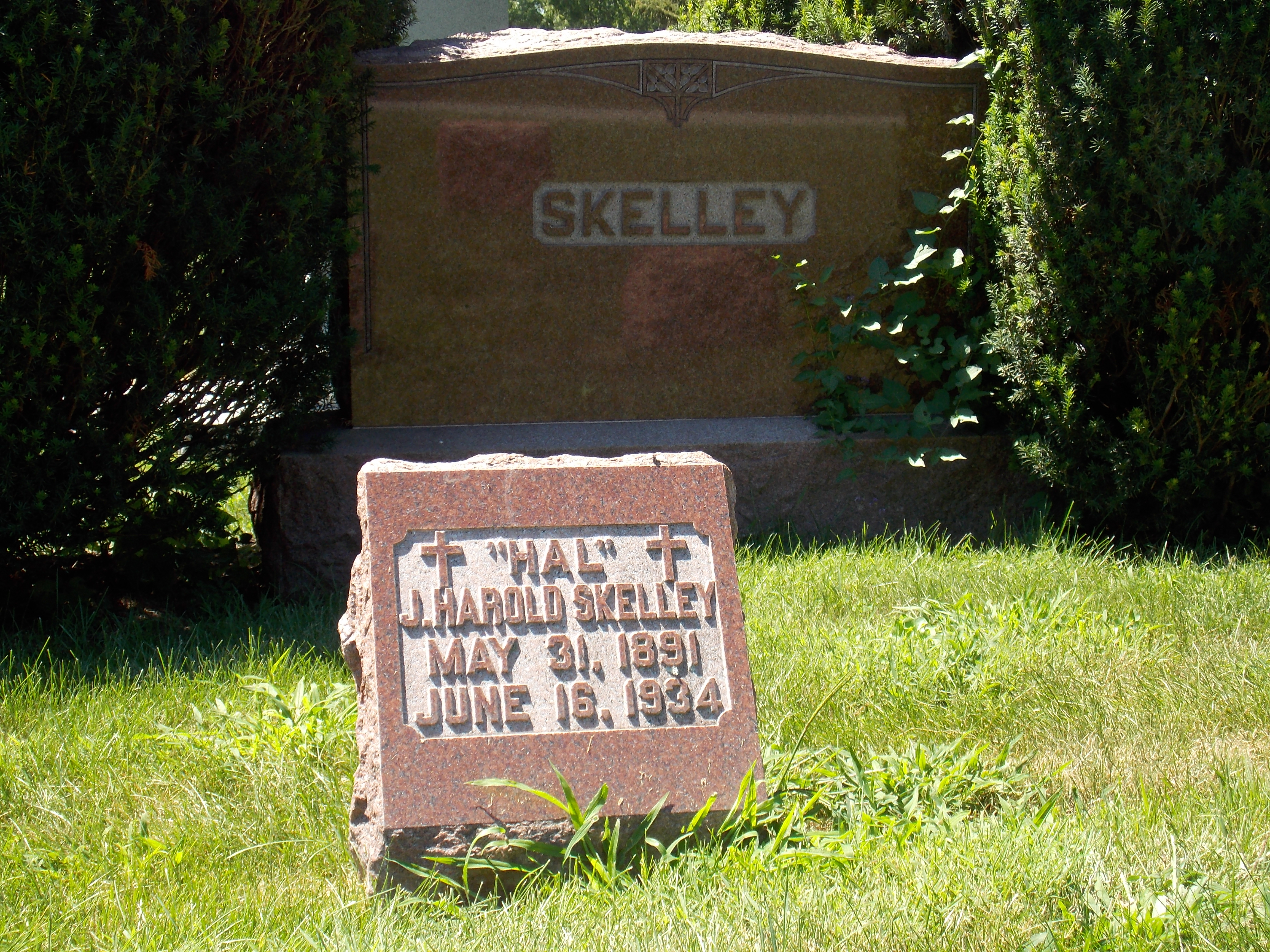
A lápide de Hal Skelly usou a grafia original do nome da família.

Skelly foi morto em um acidente de trem em West Cornwall, Connecticut, quando o caminhão que ele dirigia foi atingido pelo trem de Nova York para Pittsfield da New Haven Railroad em um cruzamento.
As notícias da época diziam que ele estava hospedado com amigos e procurava um cachorro que fugiu. Sua viúva, Eunice, trouxe seu corpo de volta à cidade de Nova York para o funeral, realizado na Capela do Ator na Igreja Católica de Saint Malachy, em Manhattan. Sua mãe e seu irmão Hugh acompanharam o corpo de volta a Davenport para o enterro no cemitério de St. Marguerite, agora conhecido como Mount Calvary Cemetery.

## Broadway
Hal Skelly atuou nos seguintes shows na Broadway:
- Fiddlers Three (1918), como Sam Wigglesbury
- The Night Boat  (1920), como Freddie Ides
- The Girl in the Spotlight (1920), como Watchem Tripp
- Orange Blossoms (1922), como Jimmy Flynn
- Mary Jane McKane (1923-1924), como Joe McGillicudy
- Betty Lee (1924-1925), como Wallingford Speed
- Burlesque, (1927-1928), como Skid Johnson
- Melody (1933), como François Trapadoux
- Ghost Writer (1933), como Bill Harkins
- Queer People (1934), como Theodore Anthony White
- Come What May (1934), como Chet Harrison

## Filmografia
Hal Skelly atuou nos seguintes filmes: 
- The Dancing Town (1928; curta)
- The Dance of Life (1929) como 'Skid'
- Woman Trap (1929) como Dan Malone
- Behind the Make-up (1930) como Hap Brown
- Men Are Like That (1930) como J. Aubrey Piper (* cópia realizada na Biblioteca do Congresso)
- The Gob (1930; curta)
- The Struggle (1931) como Jimmie Wilson
- Hotel Variety  (1933)
- The Shadow Laughs (1933) como Robin Dale
- The Chump (1934; curto)

## Discografia
Hal Shelly é destaque nas seguintes gravações: 
- The Dance ir Life (1929) apresentou: "True Blue Lou" / "O Flippity Flop"
- Men Are Like That (1930) em destaque: "In the Gloaming" 1877